# Kappamyces
Kappamyces är ett släkte av svampar. Kappamyces ingår i familjen Kappamycetaceae, ordningen Rhizophydiales, klassen Chytridiomycetes, divisionen pisksvampar och riket svampar.
| Kappamyces | \| \| Kappamyces laurelensis \| \| \| \| |
|            | \| \| Kappamyces laurelensis \| \| \| \| |
|            | Kappamyces laurelensis                   |
|            |                                          |

|  | Kappamyces laurelensis |
|  |                        |